# Cross-Skagerrak
Cross-Skagerrak est une liaison à courant continu reliant le poste de Tjele au Danemark à celui de Kristiansand en Norvège. La ligne appartient et est exploitée par Statnett en Norvège et Energinet.dk au Danemark.  Sa longueur est de 240 km : 113 en ligne aérienne et 127 par câble sousmarin. Elle a été construite en plusieurs phases. En 1977, les pôles 1 et 2 sont mis en service, la puissance nominale de la liaison est alors de 500 MW. En 1993, un nouveau pôle est mis en service, numéroté 3. Il a une tension de 350 kV et une puissance de 440 MW. Le pôle 1 et 2 sont regroupés pour former un unique pôle de tension opposée à celle du pôle 3. Le nouvel ensemble forme donc un nouveau bipôle.
En 2011, une nouvelle installation d'une puissance de 700 MW est commandée. Contrairement aux anciens pôles, qui utilisent la technologie LCC, commutée par les lignes, à base de thyristors, Skagerrak 4 utilise la technologie VSC, à source de tension, à base d'IGBT. La puissance totale de la liaison une fois Skagerrak 4 mis en service est de 1 655 MW.

## Histoire

### Skagerrak 1 et 2

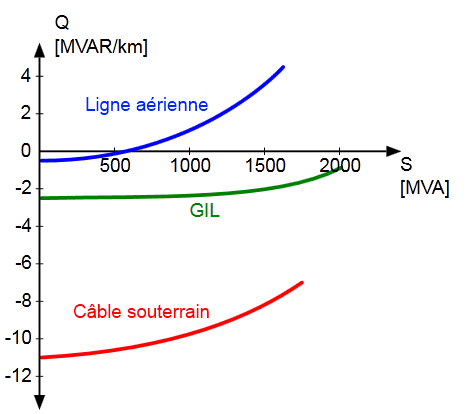
Consommation en puissance réactive Q par kilomètre de ligne aérienne 380 kV, de câble souterrain et pour un GIL en fonction de la puissance apparente transportée S et à 50 Hz. Une ligne en courant continu ne consomme pas de puissance réactive

Schéma d'un bipôle HVDC

Une interconnexion électrique entre le Danemark et la Norvège doit permettre au second d'exporter son électricité de source hydroélectrique les années de fortes précipitations tout en lui donnant accès à la production danoise les années plus sèches afin de couvrir sa demande de pointe.
Une liaison en courant continu est choisie à cause de la distance de câble à pourvoir. En effet, le HVDC est particulièrement adapté pour transporter de l'énergie électrique par câble, sous-marin entre autres. Au-delà d'une certaine distance, 60 à 80 km environ pour des liaisons souterraines ou sous-marines, l'importance du courant capacitif rend peu intéressant le transport d'électricité en courant alternatif. Une autre raison d'adopter une liaison en courant continu dans le cas de Cross-Skagerrak est la différence de capacité électrique des réseaux danois et norvégien.
Les postes de conversion sont livrés par ASEA. Les pôles 1 et 2 sont construits. Ils ont une puissance nominale totale de 500 MW et maximale de 515 MW. C'est le premier poste de consersion HVDC à utiliser des quadrivalves. Elles sont isolées et refroidies par l'air. Chaque pôle est alimenté par deux transformateurs triphasés, l'un couplé en étoile-étoile, l'autre en étoile-triangle.
Au moment de sa mise en service, le câble de Cross-Skagerrak est le plus long câble à courant continu au monde. C'est également celui étant le plus profond avec un point bas à 530 m. Il est de type papier imprégné de masse et est livré par Alcatel. Il a une section de 800 mm2. Chaque câble a une capacité de 250 MW à 250 kV.

### Skagerrak 3

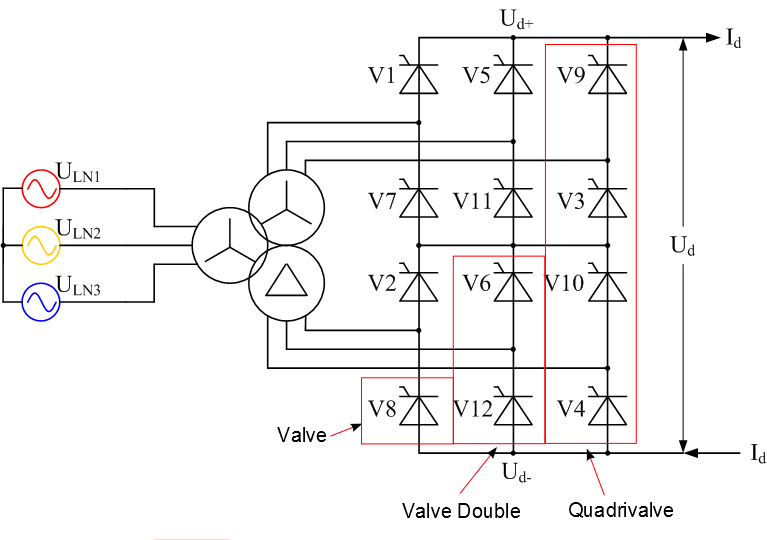
Les thyristors d'Inter-Island sont regroupés en trois tours, dites quadrivalves

En décembre 1991, les deux opérateurs décident d'augmenter la puissance de la liaison et signe le contrat pour cette extension. Le nouveau monopôle HVDC Cross-Skagerrak 3, d'une puissance de 440 MW et d'une tension de 350 kV est mis en service en 1993. Le pôle 1 et 2 sont mis en parallèle et regroupés en unique pôle qui fonctionne en bipôle avec le pôle 3. 
Un câble supplémentaire de section 1 400 mm2 de type papier imprégné de masse est installé.
Le système de contrôle commande du pôle 3 est mis à jour en quatre semaines en juin 2014.

### Skagerrak 4

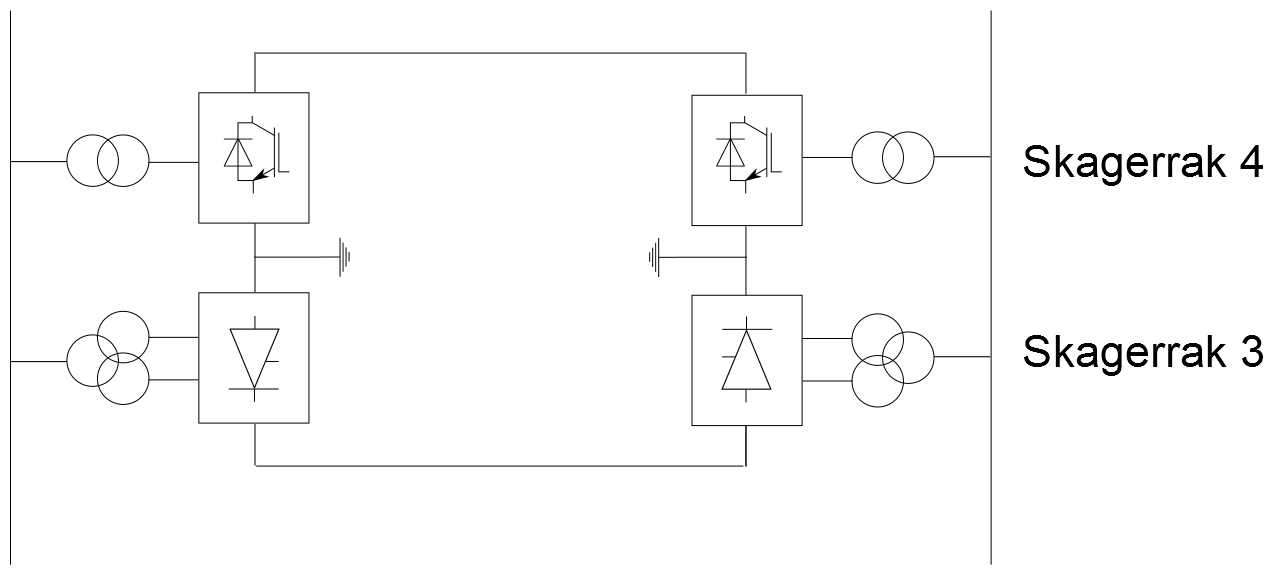
Configuration de Skagerrak 3 et 4

En novembre 2009, Statnett et Energinet.dk décident de construire Skagerrak 4. Cette nouvelle installation doit avoir une puissance d'environ 700 MW. La mise en service est alors prévue en 2014. Les postes de conversion de Kristiansand et Tjele doivent servir pour la nouvelle liaison. Elle doit être complètement câblée. Le câble souterrain côté danois, d'une longueur de 90 km doit être fourni par Prysmian pour une somme de 300 millions de DKK. Celui sous-marin, d'une longueur de 137 km, et celui souterrain côté norvégien, d'une longueur de 12 km, doivent être fournis par Nexans pour une somme de 638 millions de DKK. ABB remporte l'appel d'offre pour les postes de conversion. Le budget total est compris entre 2,8 et 3 milliards de DKK,.
Cette nouvelle installation utilise la technologie à source tension, dite VSC, utilisant des IGBT à la place des thyristors. Ce pole a une tension de 500 kV, avec Skagerrak 3, ils fonctionnent en bipôle. C'est la première installation au monde où un pole utilise des thyristors et l'autre pole utilise des IGBT. Le courant ne pouvant changer de sens dans les thyristors, l'inversion du sens de la puissance se fait obligatoirement grâce à une inversion de la polarité de la tension du câble. Normalement, dans le cas d'une installation VSC, la tension reste constante et le courant change de sens en cas de changement de sens de la puissance. Cross-Skagerrak n'est pas conçue de cette manière, car cela aurait eu pour conséquence que le courant de retour par la terre aurait été égal au courant venant du LCC additionné à celui venant du VSC. Grâce à des sectionneurs électriques, la tension du convertisseur VSC est inversée quand la puissance change de sens. La puissance totale de la liaison une fois Skagerrak 4 mis en service est de 1 655 MW.

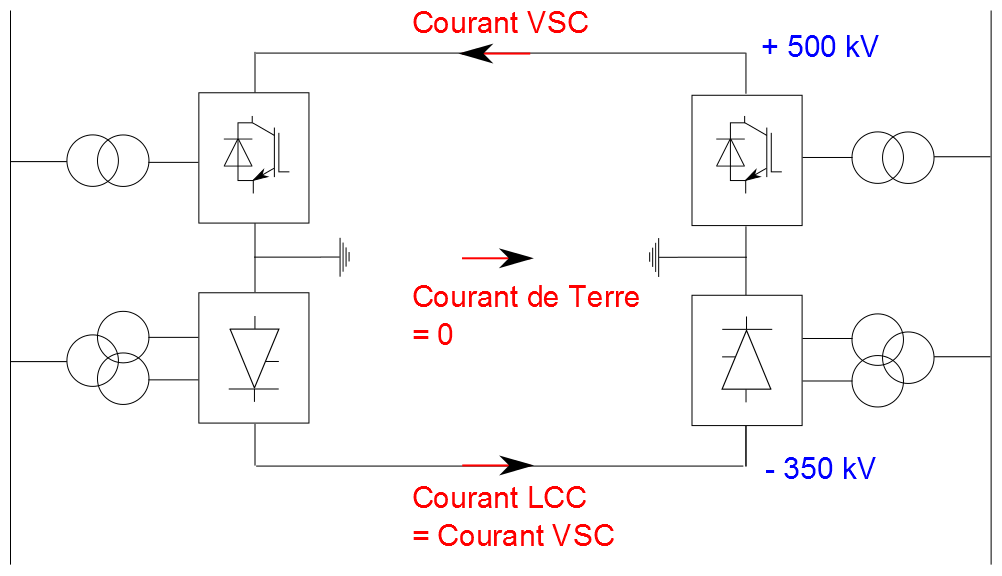
Le sens du courant dans les thyristors est imposé
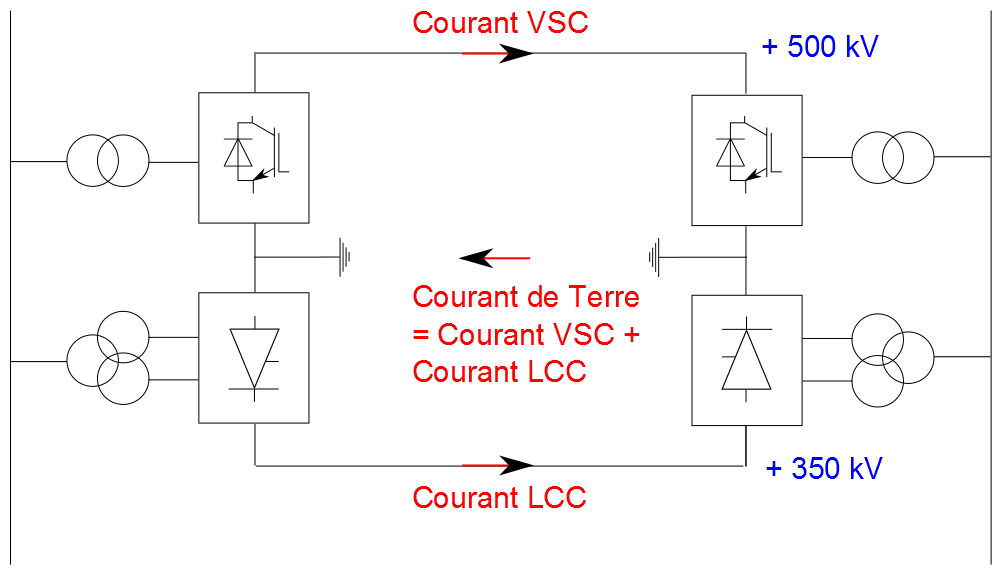
En cas de changement du sens de la puissance, si rien n'est fait, le courant de retour par la terre devient égal à la somme des courants provenant des convertisseurs LCC et VSC.
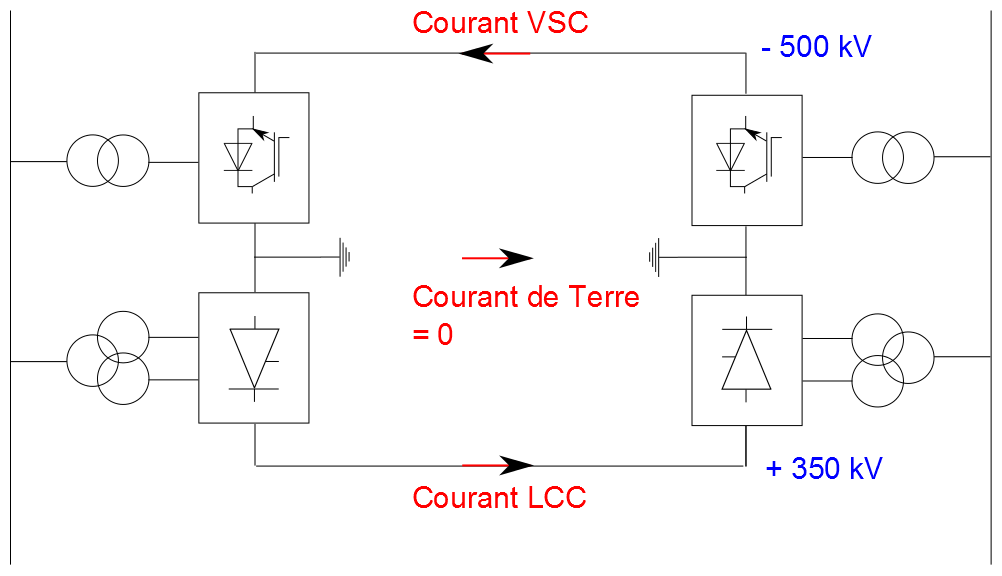
Pour remédier au problème, la polarité de la tension aux bornes du convertisseur VSC est inversée mécaniquement. Le courant de retour par la terre est alors nul.

## Données techniques

### Postes de conversion
| Pôle                                        | Skagerrak 1 et 2                        | Skagerrak 3        | Skagerrak 4  |
| ------------------------------------------- | --------------------------------------- | ------------------ | ------------ |
| Mise en service                             | octobre 1976 et septembre 1977          | décembre 1993      | janvier 2015 |
| Fabricant                                   | ASEA                                    | ABB                | ABB          |
| Tension nominale                            | ±250 kV puis -250 kV après amélioration | 350 kV             | 500 kV       |
| Puissance nominale                          | 500 MW                                  | 440 MW             | 700 MW       |
| Puissance en surcharge continue             | 515 MW puis 550 MW après amélioration   | 500 MW             |              |
| Courant maximum admissible                  | 1 030 A puis 1 100 A après amélioration | 1 570 A            |              |
| Type de convertisseurs                      | thyristors                              | thyristors         | IGBT         |
| Refroidissement des thyristors              | à air                                   | à eau              | -            |
| Nombre de thyristors par valve              | 144                                     | 60                 | -            |
| Nombre de thyristors par quadrivalve        | 576                                     | 240                | -            |
| Nombre de thyristors par poste              | 1 728                                   | 720                | -            |
| Nombre de transformateurs de conversion     | 8 au total                              | 4 au total         |              |
| Puissance des transformateurs de conversion | 154 MVA                                 | 256,4 MVA          |              |
| Inductance des bobines de lissage           | 0,5 H                                   | 0,225 H            |              |
| Position des bobines de lissage             | côté neutre                             | côté haute tension |              |

Par ailleurs, le régleur en charge des transformateurs du poste de Tjele ont une plage de tension allant de -6,5 % à +18,5 % pour le pôle 1 et 2 et allant de -10 % à +30 % pour le pôle 3. À Kristiansand, cette plage vaut -2 % à 24,5 % pour les deux premiers pôles et -10 % à +30 % pour le dernier.

### Ligne aérienne
Les pôles 1 et 2 ont été équipés d'une ligne aérienne muni d'un conducteur simple de section 772 mm2. Le pôle 3 dispose de deux conducteurs de même section.
La ligne aérienne enjambe le détroit d'Aggersund. Les deux pylônes ont une hauteur de 70 m, la portée entre les deux pylônes est de 470 m.

### Électrodes
Pour permettre un retour du courant en mode monopolaire en cas de défaut d'un des pôles, deux électrodes en graphite sont installés au large de la Norvège et du Danemark, dans les deux cas à environ 30 km de la rive. Au Danemark, l'électrode est relié au poste de conversion par 18 km de ligne aérienne et 11 km de câble. En Norvège, les 30 km sont aériens.

## Postes électriques
| Site                                            | Coordinates                 |
| ----------------------------------------------- | --------------------------- |
| Poste de conversion de Tjele                    | 56° 28′ 44″ N, 9° 34′ 01″ E |
| Électrode danoise                               | 56° 37′ 16″ N, 9° 28′ 32″ E |
| Pylône sud d'Aggersund                          | 57° 00′ 00″ N, 9° 18′ 07″ E |
| Pylône nord d'Aggersund                         | 57° 00′ 12″ N, 9° 17′ 50″ E |
| Extrémité du câble côté danois                  | 57° 07′ 34″ N, 9° 03′ 58″ E |
| Extrémité du câble côté norvégien               | 58° 07′ 45″ N, 8° 10′ 03″ E |
| Électrode norvégienne                           | 58° 10′ 02″ N, 8° 15′ 56″ E |
| Poste sur la ligne vers l'électrode norvégienne | 58° 11′ 10″ N, 8° 09′ 24″ E |
| Poste de conversion de Kristiansand             | 58° 15′ 36″ N, 7° 53′ 55″ E |